# Rhododendron kasoense
Rhododendron kasoense là một loài thực vật có hoa trong họ Thạch nam. Loài này được Hutch. & Kingdon-Ward miêu tả khoa học đầu tiên năm 1931.